# درمورتوئیه
درمورتوئیه، روستایی در دهستان احمدی بخش احمدی شهرستان حاجی‌آباد در استان هرمزگان است.

## جمعیت
بر پایه سرشماری عمومی نفوس و مسکن در سال ۱۳۹۵، جمعیت این روستا برابر با ۲۰۱ نفر (۶۵ خانوار) بوده است.